# Graafschap Lützelstein
Het graafschap Lützelstein (Frans: La Petite Pierre) was een tot de Boven-Rijnse Kreits behorend graafschap binnen het Heilige Roomse Rijk.  Het centrum was het plaatsje Lützelstein, nu La Petite-Pierre in de Elzas.
De omstreeks 1220 gebouwde burcht Lützelstein in de noordelijke Vogezen was in het bezit van graaf Hugo, de zoon van Hugo van Blieskastel en Kunigonde van Kyrburg. In 1223 werden de graven gedwongen de burcht als leen op te dragen aan het prinsbisdom Straatsburg.
In 1447/52 werd het graafschap ingelijfd bij het keurvorstendom van de Palts. In 1553 kwam het graafschap in het bezit van Palts-Zweibrücken en bij een deling binnen dit huis in 1566 aan Palts-Veldenz. Uiteindelijk ontstond er zelfs een tak Palts-Lützelstein. In 1584 werd de stad Phalsbourg verkocht aan het hertogdom Lotharingen.
In 1680 stelde Frankrijk het graafschap als leen van het prinsbisdom Straatsburg onder zijn soevereiniteit. Sindsdien stonden de graven niet meer onder de soevereiniteit van het Heilige Roomse Rijk. 
Na het uitsterven van Palts-Veldenz in 1694 was er tot 1733 een successiestrijd tussen de verschillende takken van het huis Palts. Uiteindelijk kwam er een vergelijk in 1733, waarbij Palts-Sulzbach en Palts-Birkenfeld ieder een half aandeel in het graafschap kregen.
De Franse Revolutie maakte een eind aan de autonomie van het graafschap. In 1790 werden de rechten van de paltsgraven opgeheven.